# Международный автодром Будды
Международный автодром Будды (англ. Buddh International Circuit) — гоночная трасса, расположенная в Большой Нойде, штат Уттар-Прадеш, Индия, на которой проходил Гран-при Индии Формулы-1 с 2011 года по 2013.

## Строительство
Строительство автодрома, расположенного в 40 километрах от Дели, велось по плану, разработанному немецким архитектором Германом Тильке.
В конце февраля 2011 появилась информация, что конфигурация трассы будет скорректирована: чтобы обеспечить больше возможностей для обгонов строители изменят некоторые повороты.

## Название
Первоначально в ходе строительства трасса носила название Автодром Джайпи Групп, в честь компании Jaypee Group — организатора Гран-при Индии. В начале апреля 2011 года появилась информация о переименовании автодрома в Международный автодром Будды. Новое название, по словам организаторов, происходит от места, где находится трасса — Гаутамбудхнагар (англ. Gautam Budh Nagar). Трасса получила свой логотип — изображение сердца в цветах индийского флага.

## Победители Гран-при Индии на трассе
| Год  | Пилот             | Конструктор      | Отчёт |
| ---- | ----------------- | ---------------- | ----- |
| 2013 | Себастьян Феттель | Red Bull-Renault | Отчёт |
| 2012 | Себастьян Феттель | Red Bull-Renault | Отчёт |
| 2011 | Себастьян Феттель | Red Bull-Renault | Отчёт |